# Măgureni (okręg Braiła)
Măgureni – wieś w Rumunii, w okręgu Braiła, w gminie Mărașu. W 2011 roku liczyła 570 mieszkańców.